# Ordo salutis

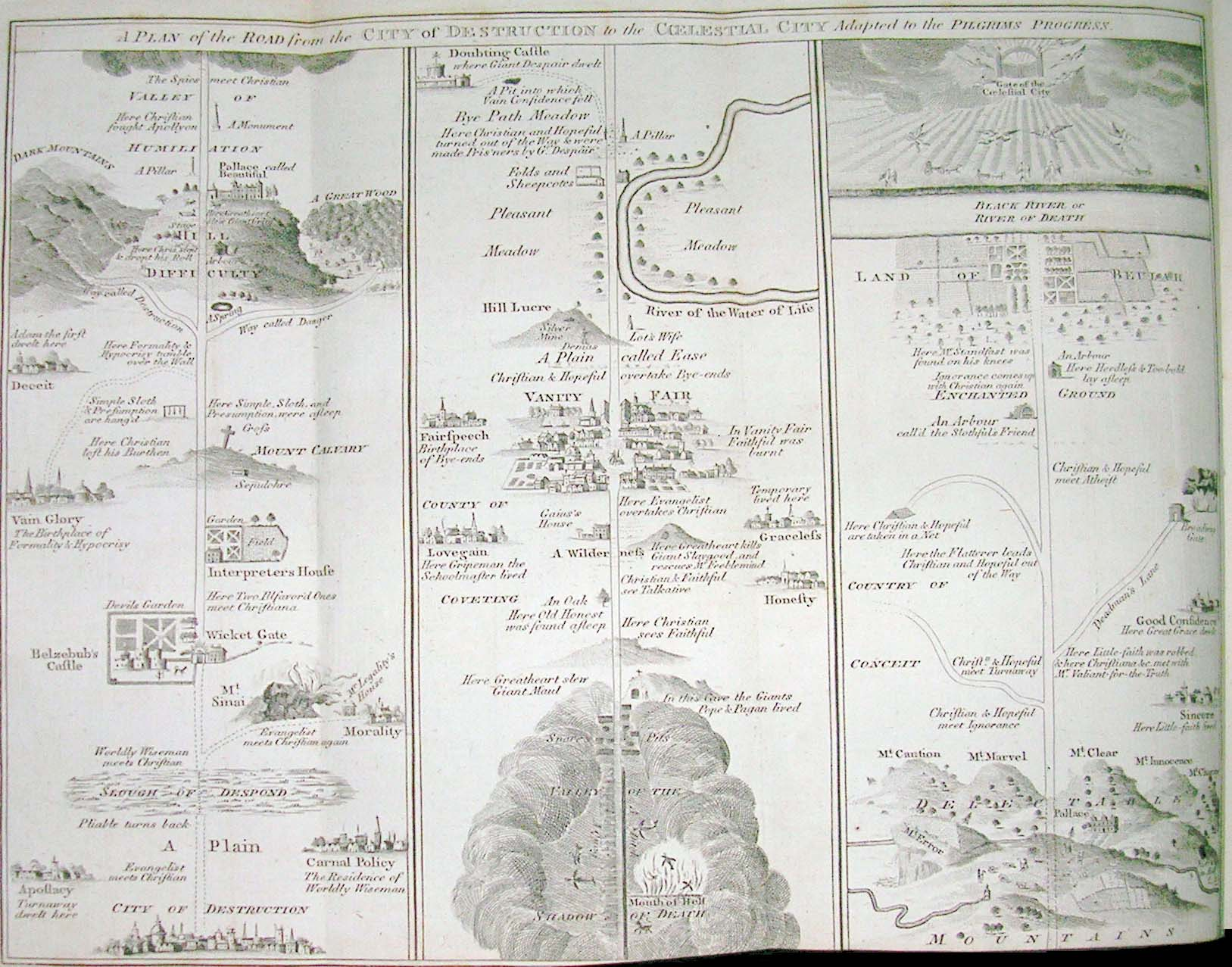
Un mapa de Pilgrim's Progress' de John Bunyan, que describía la salvación alegóricamente como el viaje de un peregrino.

Ordo salutis (latín: "orden de salvación") se refiere a una serie de pasos conceptuales dentro de la doctrina cristiana de la salvación.

## Definición
Ordo salutis ha sido definido como, "un término técnico de la dogmática protestante para designar los pasos consecutivos en la obra del Espíritu Santo en la apropiación de la salvación." Aunque existe dentro de la teología cristiana un cierto sentido en el que las fases de la salvación son secuenciales, se entiende que algunos elementos ocurren progresivamente y otros instantáneamente. Además, algunos pasos dentro del "orden de la salvación" se consideran objetivos (o monergístico), realizados únicamente por Dios, mientras que otros se consideran subjetivos (o sinergista), en los que interviene el ser humano. Los cristianos anteriores a la Reforma protestante, aunque no utilizaban la frase exacta, trataban de ordenar los elementos de la salvación. El término "Ordo salutis" fue utilizado por primera vez por teólogos luteranos a mediados de la década de 1720.